# Edi Berk
Edi Berk, slovenski grafični oblikovalec, * 9. julij 1954
Diplomiral je na Fakulteti za arhitekturo v Ljubljani. Kot grafični oblikovalec deluje od leta 1980. 1. maja 1982 je ustanovil Studio Krog, v katerem od leta 1984 sodeluje z arhitektom Andrejem Mlakarjem.
Je eden od najbolj aktivnih oblikovalcev znamk Pošte Slovenije. Zanjo je oblikoval tudi znamko s podobo netopirja, za katero naj bi brez dovoljenja uporabil fotografijo Američana Stevea Bournea. Bil je predsednik strokovne žirije, ki je izbirala novo podobo Prešernovega sklada.
Oblikovanja na določeno temo se loti študiozno, v zvezi z njo prebere in si ogleda vse, kar lahko. Kot oblikovalca ga moti majhen slovenski trg, zaradi katerega je plačilo slabše, občutek medsebojnih povezav pa večji, pa tudi naročniki so pri razvoju svoje celostne podobe premalo vztrajni.
Sopodpisal je Kulturniško pismo o janšizmu in protest proti neprimernemu razpisu za novo grafično podobo SLG Celje.
Je avtor logotipov Univerzitetne psihiatrične klinike Ljubljana, Združenja bank Slovenije in Mestnega gledališča ljubljanskega.

### Začetki
Arhitekturo je po odsluženi vojaščini dokaj hitro zamenjal za grafično oblikovanje zaradi ekonomske krize v Jugoslaviji. Tudi njegovi starejši kolegi so bili v tem poslu, saj v tistih časih fakultete za oblikovanje ni bilo. Po sodelovanju na dveh razpisih je za nekaj časa odšel v Ameriko, kjer se je navdušil nad oblikovanjem knjig.

### Zasebno
Njegov oče je imel v Mariboru gradbeno podjetje.

## Funkcije v odborih in društvih
- 1993–1995: vodja sekcije za vizualne komunikacije pri Društvu oblikovalcev Slovenije[3]
- 2016–2020: član upravnega odbora Prešernovega sklada[17]
- 2019–2020: podpredsednik upravnega odbora Prešernovega sklada[18]
- ustanovni član Trajne delovne skupnosti samostojnih kulturnih delavcev - arhitektov (DESSA), ki je nastala 10. junija 1982.[19]
- pretor vinskega konventa Sv. Urbana v Ljubljani[20]

## Nagrade in priznanja
- 1993: nagrada Prešernovega sklada za oblikovanje vidnih sporočil. V obrazložitvi je bilo zapisano, da je predan vsestranski kakovosti svojega izdelka, ima ugledne kliente, je mednarodno konkurenčen in v svoj oblikovalski jezik enakovredno vključuje kvalitetno fotografijo, lastno risbo, spretno razčlenjen tisk ter živahno in obvladano barvno sestavo.[21]
- 2019: oblikovalski presežek (Društvo oblikovalcev Slovenije)[22]

### Indigo Design Awards
- 2020: Bron v kategoriji Logos (fotograf Boris Gaberščik)[23]
- 2019: Bron v kategoriji Branding (odvetniška pisarna Mitje Hasaja)[24]
- 2018: Bron v kategoriji Book Design (Koline - založba Rokus Klett)[25]

## Razstave
- 2001: Skupinska razstava plakatov, Kolorado[26]

## Izbor oblikovalskih dosežkov
| - Gaudeamus Igitur (Janez Bogataj, 1997, Državni izpitni center) - Naše gostilne (Janez Bogataj, 1997, Kmečki glas) - Rokodelski zakladi Slovenije (Janez Bogataj, 2002, Kmečki glas) - Potice iz Slovenije (Janez Bogataj, Rokus Klett, 2013) - Slovenski veliki leksikon - 10 delov (Mladinska knjiga, 2006) - Bančni vestnik (Združenje bank Slovenije) - Vodovod-Kanalizacija Ljubljana (1999) - 13. razstava domačih in umetnostnih obrti (Obrtna zbornica Slovenije, 2000) | - Priznanje Nosilec kakovosti, Kmetijsko-živilski sejem Gornja Radgona (1997) - Mestno gledališče ljubljansko (1991) - Kratochwill (1992) - Združenje bank Slovenije (izbran na natečaju leta 1995) - Galerija Rustika (2000) - sekcija za domačo in umetnostno obrt pri Obrtni zbornici Slovenije (2003) - Hotel Mons (2004) - Mesarija Mlinarič (2004) - Univerzitetna psihiatrična klinika Ljubljana (2015) - Evro - za vse nas (2006) |